# بت باندا
بت باندا (بالإنجليزية: Bitpanda) هي شركة نمساوية مقرها في فيينا، توفر تطبيق منصة تداول، والذي يوفر عملية تبادل العملات المشفرة والسلع والأوراق المالية وصناديق الاستثمار المتداولة، حيث إنها حققت أرباح تزيد عن 4 مليارات دولار أمريكي في عام 2021. ولديها ما يقرب من 2.7 مليون عميل وحوالي 500 موظف.

## التاريخ
تأسست الشركة في عام 2014 من قبل إريك ديموث، وبول كلانشيك، وكريستيان ترومر. وتم تسمية الشركة لأول مرة كوينيمال (Coinimal)، لكن في عام 2016 تم تغييره إلى بت باندا، جمعت الشركة 260 مليون دولار في عام 2021، مما زاد قيمتها إلى أكثر من 4 مليارات دولار.